# Barber Motorsports Park
Il Barber Motorsports Park è una vasta area attrezzata ad ospitare sport motoristici. Gli 880 acri (360 ettari) su cui si sviluppa si trovano a Birmingham, nella periferia orientale della città, vicino a Leeds, negli Stati Uniti d'America. Comprende un circuito e un museo.

## Circuito

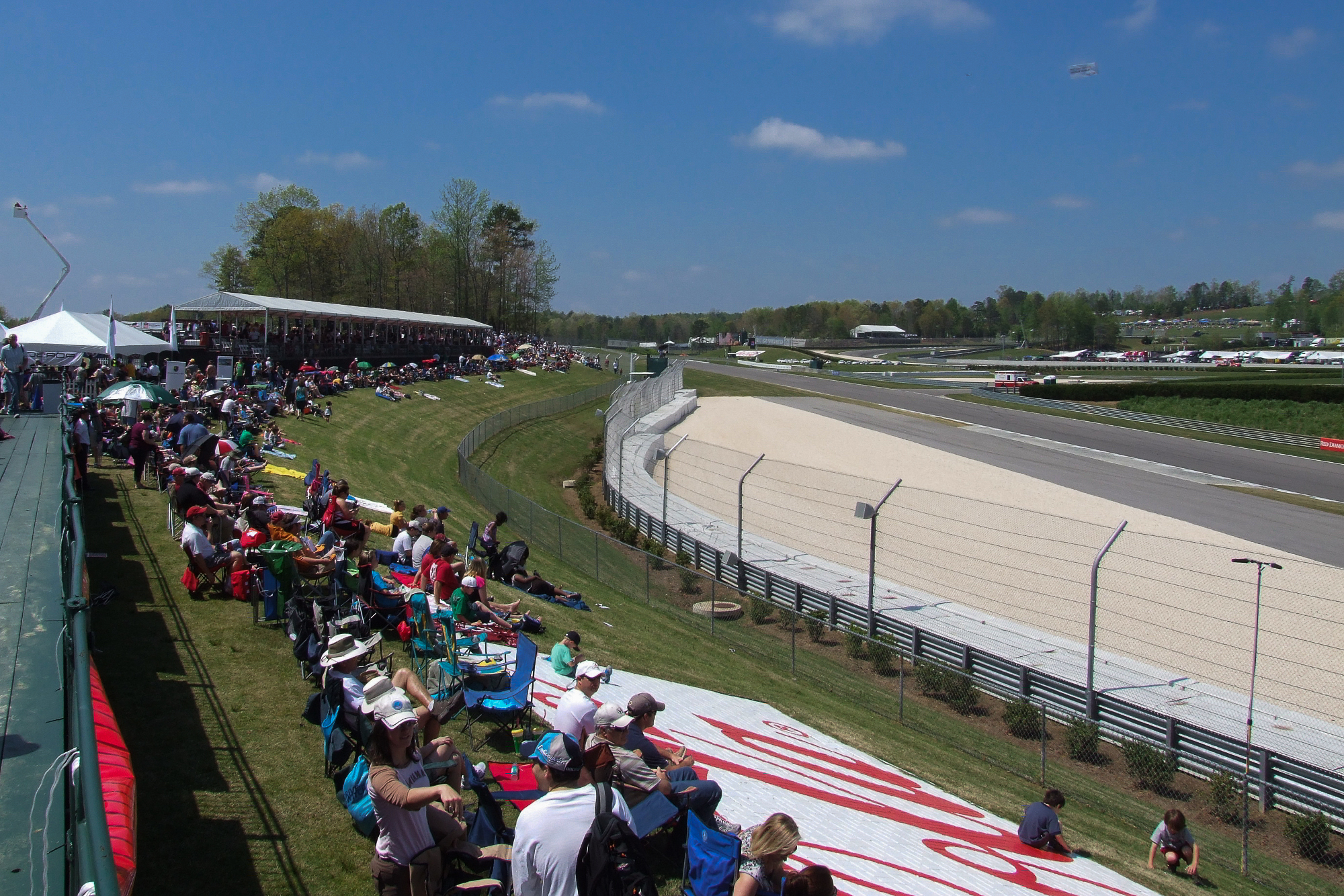
Vista di una parte del circuito nel 2011

Il Barber Park, aperto nel 2003, è un circuito asfaltato di 3,8 km disegnato da Alan Wilson, circondato da boschi e prati. Il circuito ospita molte attività comprese quelle della Grand-Am e della Vintage Racing Series, ed è sede del "Porsche Track Experience".
Ospita inoltre gare del campionato AMA Superbike e della IndyCar Series.
La pista è ornata da grandi sculture, tra cui alcuni grandi ragni e libellule d'acciaio, un paio di leoni e un Sisifo che fa rotolare un masso.

## Museo
Il Barber Vintage Motorsports Museum ospita una collezione di circa 1.600 tra motociclette e auto da corsa, moderne e d'antiquariato. È considerato il più grande museo motociclistico del mondo, nonché la più grande collezione di auto da corsa Lotus. La collezione di motociclette è d'importanza internazionale e vanta moto dal 1904 ad oggi, provenienti da 16 paesi, per un totale di 140 produttori. Non mancano moto australiane, neozelandesi e svedesi.

## Record della pista
|              | Pilota      | Tempo     | Velocità    | Data           | Veicolo                |
| ------------ | ----------- | --------- | ----------- | -------------- | ---------------------- |
| Ufficiale    | Pato O'Ward | 1:06.8182 | 123,918 mph | 18 aprile 2021 | Dallara DW12-Chevrolet |
| Motociclette | Jake Gagne  | 1:22.463  | 103,901 mph | 21 maggio 2023 | Yamaha YZF-R1          |